# Доброминское сельское поселение
Доброминское сельское поселение — муниципальное образование в составе Глинковского района Смоленской области России.
Административный центр — деревня Добромино.
Главой поселения и Главой администрации является Ларионова Лариса Викторовна.

## Географические данные
- Расположение: западная часть Глинковского района
- Граничит:
  - на западе — с  Кардымовским районом
  - на севере — с   Дорогобужским районом
  - на северо-востоке — с Ромодановским сельским поселением
  - на востоке — с Глинковским сельским поселением
  - на юге — с Белохолмским сельским поселением
- По территории поселения проходит железная дорога Смоленск - Сухиничи, имеются станции: Клоково, Добромино, о.п. 551-й км.
- Крупные реки: Днепр, Волость, Устром.

## История
Образовано законом от 2 декабря 2004 года.  
Законом Смоленской области от 20 декабря 2018 года, к 1 января 2019 года в Доброминское сельское поселение были включены все населённые пункты двух упразднённых сельских поселений: Белохолмского и Ромодановского.

## Население
| 2011 | 2012 | 2013 | 2014 | 2015 | 2016 | 2017 |
| ---- | ---- | ---- | ---- | ---- | ---- | ---- |
| 536  | ↘519 | ↗521 | ↘512 | ↘501 | ↘466 | ↘436 |
| 2018 | 2019 | 2020 | 2021 |      |      |      |
| →436 | ↘427 | ↗853 | ↘670 |      |      |      |

## Населённые пункты
На территории поселения находятся 39 населённых пунктов:
| №  | Населённый пункт | Тип     | Население |
| -- | ---------------- | ------- | --------- |
| 1  | Алексеево        | деревня | 25        |
| 2  | Басманово        | деревня | 17        |
| 3  | Белая Грива      | деревня | 3         |
| 4  | Белый Холм       | деревня | 159       |
| 5  | Березня          | деревня | 0         |
| 6  | Болотово         | деревня | 2         |
| 7  | Василёво         | деревня | 11        |
| 8  | Васюки           | деревня | 0         |
| 9  | Воротнино        | деревня | 1         |
| 10 | Галеевка         | деревня | 2         |
| 11 | Горбово          | деревня | 5         |
| 12 | Добромино        | деревня | 442       |
| 13 | Дубосище         | деревня | 27        |
| 14 | Дубосище         | село    | 147       |
| 15 | Ердицы           | деревня | 0         |
| 16 | Ивонино          | деревня | 2         |
| 17 | Клемятино        | деревня | 16        |
| 18 | Козлово          | деревня | 6         |
| 19 | Колзаки          | деревня | 0         |
| 20 | Колодези         | деревня | 10        |
| 21 | Конщино          | деревня | 8         |
| 22 | Левыкино         | деревня | 0         |
| 23 | Ляхово           | деревня | 7         |
| 24 | Марьино          | деревня | 6         |
| 25 | Милеево          | деревня | 0         |
| 26 | Новая            | деревня | 11        |
| 27 | Орлово           | деревня | 5         |
| 28 | Першиково        | деревня | 9         |
| 29 | Путятино         | деревня | 18        |
| 30 | Ромоданово       | деревня | 121       |
| 31 | Рубежики         | деревня | 1         |
| 32 | Слободка         | деревня | 5         |
| 33 | Суборовка        | деревня | 15        |
| 34 | Тимошино         | деревня | 14        |
| 35 | Тимошово         | деревня | 3         |
| 36 | Тишково          | деревня | 0         |
| 37 | Хлопнино         | деревня | 0         |
| 38 | Чанцово          | деревня | 1         |
| 39 | Шилово           | деревня | 4         |

## Экономика
В настоящее время (2008 год) представлена лесопилками и несколькими крестьянскими хозяйствами. Прорабатывается проект строительства цементного завода у деревни Суборовка на базе крупного месторождения мергеля.